# Св. св. Теодор Тирон и Теодор Стратилат (Зони)
„Св. св. Теодор Тирон и Теодор Стратилат“ (на гръцки: Αγίων Θεοδώρων) е възрожденска православна църква, енорийски храм на село Зони (Занско), Егейска Македония, Гърция, част от Сисанийската и Сятищка епархия.
Църквата е построена в първата половина на XIX век. Пострадва по време на въстанието в 1836 и на това в 1854 година и в 1857 година е ремонтирана. По време на гръцката въоръжена пропаганда в Македония в началото на XX век в църквата са заклети четите на капитан Вергас и капитан Лицас.
В архитектурно отношение представлява монументална базилика с притвор и женска църква. Зидарията е от местен пясъчник. Апсидата на изток е деветстранна, със слепи арки формира десет колони. Около южния вход има ценни каменни релефи и ктиторски надпис, който гласи:
| „ | ΑΝΑΚΕΝΙΣΘΗ Ο Ν/Α/ΟΣ ΤΟΥ ΑΓΙΟΥ ΘΕΟΔΟΡ/ΤΟΥ ΣΡΑΤΙΛΑΤΟΥ ΚΕ Θ/ΕΟΔΟΡΟΥ ΤΟΥ ΤΗΡΟΝ/ΟΣ:ΔΑΕΞΔ ΤΙΣ ΧΡΑ/Σ Κ ΣΣΔΡΟΜΤΙΣ Π Ν/ΚΟΛΑΣ ΑΡΧΙΕΡΑΤΕΥΟ/ΝΤΟΣ ΚΥΡΙΟΥ ΝΙΚΙ/ΦΟΡΟΥ. ΑΓΙΟΥ ΚΑ/ΣΤΩ/ΡΙΑΣ: ΠΑΠΑΚΟ/ΣΤΑ ΣΙΝΤΡΟΜΙ/ΤΙΣ ΗΟΥΝΙΟΥ: 12/ΜΑ. ΔΙΜΙΤΡΙ ΜΑ ΠΑΝΑΓΙ/ΟΤΙC 1857. | “ |

Църквата е разграбена от германците в 1944 година, като са унищожени иконостасът и иконите. Запазени са осем преносими икони от XIX в. и три дърворезбовани от стария иконостас.